# Vestre Naustholmen
Vestre Naustholmen est une île norvégienne dans le landskap Sunnhordland du comté de Vestland. Elle appartient administrativement à Sveio.

## Géographie
Rocheuse, elle s'étend sur environ 191 m de longueur pour une largeur approximative de 131 m. Reliée intégralement au continent et aménagée, l'île, devenue presqu'île, sert de port d'embarquement et est constituée d'infrastructures dont un tennis.